# Arcidiocesi di Vancouver
L'arcidiocesi di Vancouver (in latino Archidioecesis Vancuveriensis) è una sede metropolitana della Chiesa cattolica in Canada. Nel 2023 contava 405.761 battezzati su 3.270.160 abitanti. È retta dall'arcivescovo Richard William Smith.

## Territorio
L'arcidiocesi è situata nella parte sud-occidentale della provincia della Columbia Britannica, in Canada.
Sede arcivescovile è la città di Vancouver, dove si trova la cattedrale del Nostra Signora del Santo Rosario (Holy Rosary).
Il territorio si estende su 119.439 km² ed è suddiviso in 77 parrocchie.

### Provincia ecclesiastica
La provincia ecclesiastica di Vancouver, istituita nel 1908, comprende le seguenti suffraganee:
- la diocesi di Victoria, eretta nel 1846 con il nome di diocesi dell'Isola di Vancouver, già sede metropolitana dal 1903 al 1908;
- la diocesi di Prince George, eretta come prefettura apostolica dello Yukon nel 1904, elevata a vicariato apostolico dello Yukon e Prince Rupert nel 1916, diventata diocesi con il nome attuale nel 1967;
- la diocesi di Nelson, eretta nel 1936;
- la diocesi di Kamloops, eretta nel 1945.

## Storia
Il vicariato apostolico della Columbia britannica fu eretto il 14 dicembre 1863 con il breve Quae ad rem di papa Pio IX, ricavandone il territorio dalla diocesi dell'Isola di Vancouver (oggi diocesi di Victoria).
Il 2 settembre 1890 il vicariato apostolico fu elevato a diocesi con il breve Vicarium pastoris di papa Leone XIII e assunse il nome di diocesi di New Westminster, località dove aveva sede la diocesi, che fu resa suffraganea dell'arcidiocesi di Saint-Boniface.
Il 27 luglio 1894 cedette una porzione del suo territorio a vantaggio dell'erezione della prefettura apostolica dell'Alaska (oggi diocesi di Fairbanks).
Il 19 giugno 1903 entrò a far parte della provincia ecclesiastica di Victoria.
Il 19 settembre 1908 per effetto del breve In sublimi Principis di papa Pio X è stata elevata al rango di arcidiocesi metropolitana e contestualmente ha assunto il nome attuale, in seguito al trasferimento della sede da New Westminster a Vancouver.
Il 20 novembre 1916 cedette porzioni di territorio a vantaggio del vicariato apostolico dello Yukon e Prince Rupert (oggi diocesi di Prince George).
Il 22 febbraio 1936 e il 22 dicembre 1945 ha ceduto porzioni del suo territorio a vantaggio dell'erezione rispettivamente delle diocesi di Nelson e di Kamloops.
Il 17 settembre 2015 la Congregazione per il culto divino e la disciplina dei sacramenti ha confermato san Giovanni Paolo II patrono principale dell'arcidiocesi.

## Cronotassi dei vescovi
Si omettono i periodi di sede vacante non superiori ai 2 anni o non storicamente accertati.
- Louis-Joseph d'Herbomez, O.M.I. † (22 dicembre 1863 - 3 giugno 1890 deceduto)
- Pierre-Paul Durieu, O.M.I. † (3 giugno 1890 - 1º giugno 1899 deceduto)
- Augustin Dontenwill, O.M.I. † (1º giugno 1899 - 21 settembre 1908 dimesso[2])
- Neil McNeil † (19 gennaio 1910 - 10 aprile 1912 nominato arcivescovo di Toronto)
- Timothy Casey † (2 agosto 1912 - 5 ottobre 1931 deceduto)
- William Mark Duke † (5 ottobre 1931 - 11 marzo 1964 dimesso[3])
- Martin Michael Johnson † (11 marzo 1964 - 8 gennaio 1969 dimesso[4])
- James Francis Carney † (8 gennaio 1969 - 16 settembre 1990 deceduto)
- Adam Joseph Exner, O.M.I. † (25 maggio 1991 - 10 gennaio 2004 ritirato)
- Raymond Olir Roussin, S.M. † (10 gennaio 2004 - 2 gennaio 2009 dimesso)
- John Michael Miller, C.S.B. (2 gennaio 2009 succeduto - 25 febbraio 2025 ritirato)
- Richard William Smith, dal 25 febbraio 2025

## Statistiche
L'arcidiocesi nel 2023 su una popolazione di 3.270.160 persone contava 405.761 battezzati, corrispondenti al 12,4% del totale.
| anno | popolazione | popolazione | popolazione | presbiteri | presbiteri | presbiteri | presbiteri                | diaconi | religiosi | religiosi | parrocchie |
| anno | battezzati  | totale      | %           | numero     | secolari   | regolari   | battezzati per presbitero | diaconi | uomini    | donne     | parrocchie |
| ---- | ----------- | ----------- | ----------- | ---------- | ---------- | ---------- | ------------------------- | ------- | --------- | --------- | ---------- |
| 1950 | 67.275      | 674.000     | 10,0        | 133        | 63         | 70         | 505                       |         | 91        | 391       | 60         |
| 1966 | 125.419     | 914.250     | 13,7        | 159        | 74         | 85         | 788                       |         | 161       | 455       | 68         |
| 1968 | 120.000     | 1.000.000   | 12,0        | 170        | 85         | 85         | 705                       |         | 117       |           | 69         |
| 1976 | 226.570     | 1.265.330   | 17,9        | 175        | 76         | 99         | 1.294                     |         | 141       | 352       | 70         |
| 1980 | 232.000     | 1.297.000   | 17,9        | 184        | 80         | 104        | 1.260                     |         | 136       | 336       | 70         |
| 1990 | 305.042     | 1.637.214   | 18,6        | 174        | 89         | 85         | 1.753                     | 1       | 120       | 260       | 74         |
| 1999 | 359.622     | 1.993.179   | 18,0        | 174        | 78         | 96         | 2.066                     | 1       | 126       | 183       | 76         |
| 2000 | 374.795     | 2.007.884   | 18,7        | 194        | 99         | 95         | 1.931                     | 1       | 126       | 141       | 77         |
| 2001 | 375.135     | 2.013.907   | 18,6        | 186        | 96         | 90         | 2.016                     | 1       | 120       | 138       | 77         |
| 2002 | 376.511     | 2.032.024   | 18,5        | 185        | 98         | 87         | 2.035                     | 1       | 105       | 129       | 77         |
| 2003 | 392.580     | 2.181.000   | 18,0        | 181        | 94         | 87         | 2.168                     | 1       | 104       | 127       | 77         |
| 2004 | 396.898     | 2.204.991   | 18,0        | 185        | 93         | 92         | 2.145                     | 1       | 115       | 130       | 77         |
| 2010 | 465.717     | 2.668.099   | 17,5        | 198        | 93         | 105        | 2.352                     | 2       | 127       | 120       | 77         |
| 2014 | 430.000     | 2.809.153   | 15,3        | 197        | 98         | 99         | 2.182                     | 1       | 135       | 92        | 77         |
| 2017 | 437.181     | 2.931.153   | 14,9        | 216        | 112        | 104        | 2.023                     | 18      | 139       | 96        | 76         |
| 2020 | 445.128     | 3.099.776   | 14,4        | 207        | 105        | 102        | 2.150                     | 25      | 159       | 96        | 77         |
| 2022 | 446.670     | 3.192.778   | 14,0        | 197        | 98         | 99         | 2.267                     | 34      | 142       | 91        | 77         |
| 2023 | 405.761     | 3.270.160   | 12,4        | 192        | 96         | 96         | 2.113                     | 34      | 145       | 92        | 77         |